# Grenze zwischen Aserbaidschan und der Türkei

Blau: Aserbaidschan, rot: Türkei

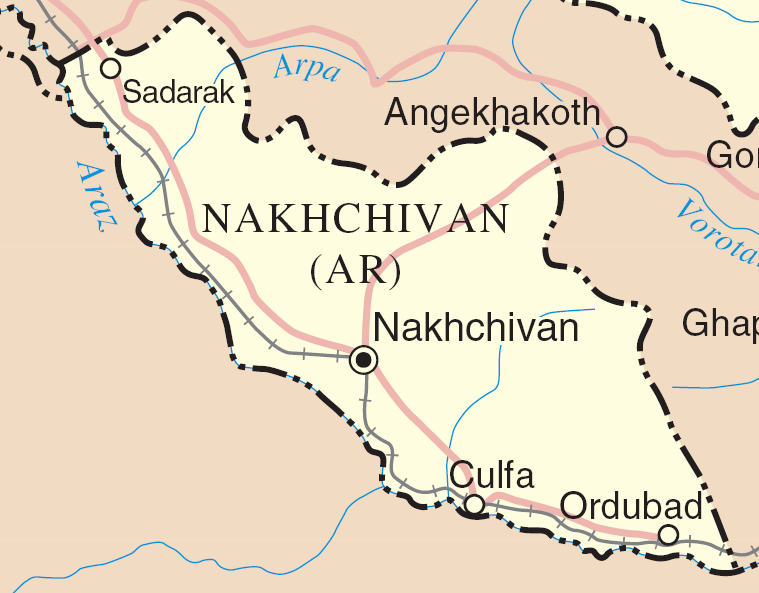
Karte der Autonomen Republik Nachitschewan; links oben der kurze Abschnitt der Grenze zur Türkei

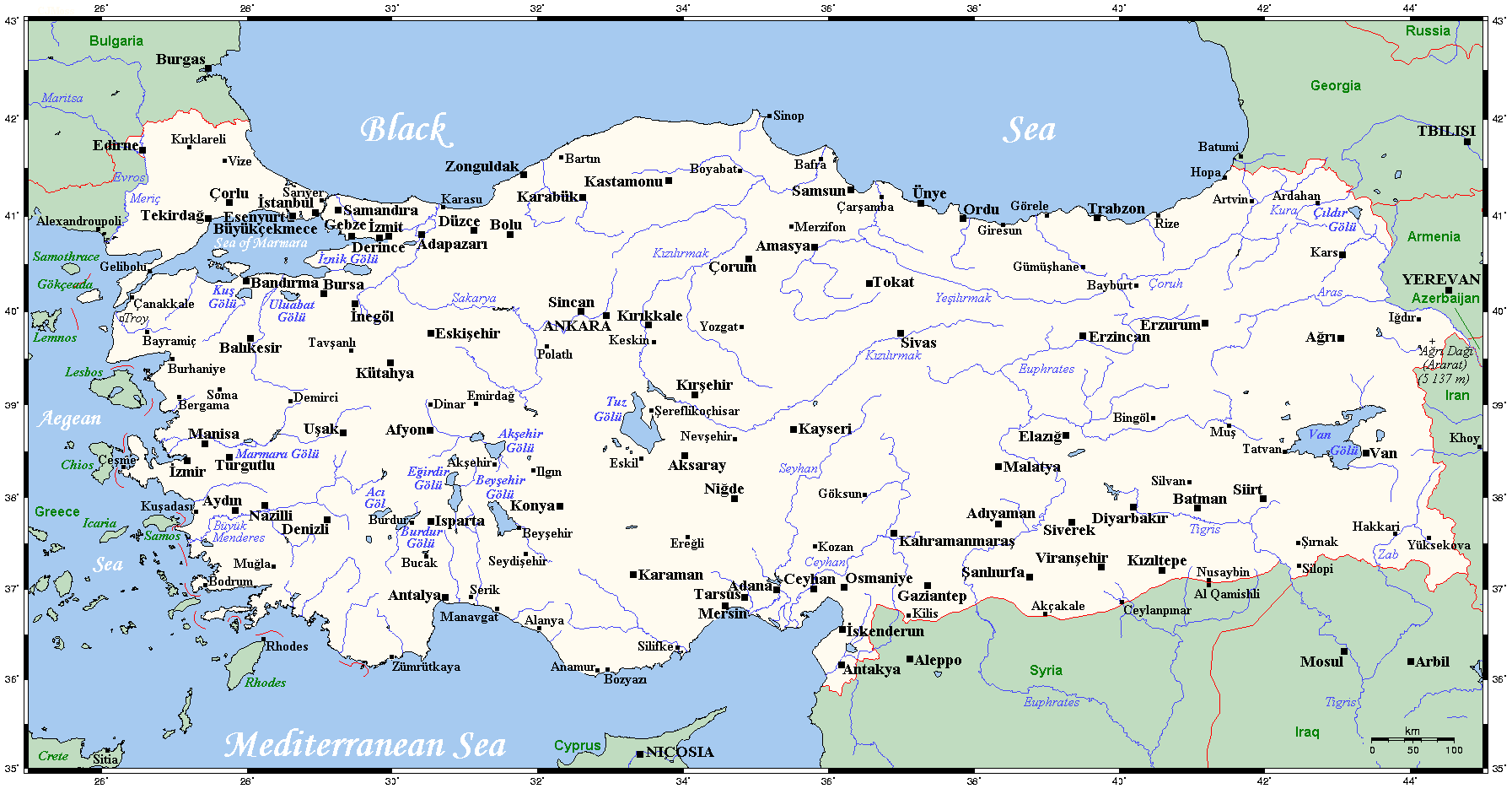
Karte der Türkei

Die Grenze zwischen Aserbaidschan und der Türkei ist eine Landgrenze von 17 Kilometern Länge und verbindet die Exklave Nachitschewan mit der Türkei. Aserbaidschan ist Mitglied in der Östlichen Partnerschaft, die Türkei ist Beitrittskandidat der Europäischen Union.

## Anrainer (Verwaltungseinheiten)
von Nord nach Süd

### Türkei
- Provinz Iğdır

### Aserbaidschan
- Autonome Republik Nachitschewan

## Verlauf
Die Grenze verläuft grob von Nord nach Süd, beginnend am Dreiländereck Armenien–Aserbaidschan–Türkei bis zum Dreiländereck Aserbaidschan-Iran-Türkei. Die Grenze bildet hier der in weitläufigen Mäandern verlaufende Fluss Aras. Die Grenze ist so 17 Kilometer lang, obwohl die Luftlinie zwischen den beiden Dreiländerecks weniger als die Hälfte dieser Entfernung beträgt.

## Grenzübergang
Es gibt derzeit einen Straßen-Grenzübergang im Zuge der Europastraße 99:
- Aserbaidschan: Rayon Sədərək ↔ Türkei: Dilucu, Distrikt Aralık, Provinz Iğdır; der Übergang heißt in der Türkei Dilucu Sınır Kapısı.

Die Türkei und Aserbaidschan haben am 25. September 2023 eine Absichtserklärung mit dem Ziel unterzeichnet, eine Bahnstrecke Kars–Naxçıvan zwischen beiden Staaten zu bauen, die in etwa parallel zur Europastraße 99 geführt werden soll.